# Кидд, Том
То́мас «Том» Кидд (англ. Thomas «Tom» Kidd; род. 15 декабря 1945, Виннипег) — австралийский кёрлингист.
Родился и вырос в Канаде, там же начал заниматься кёрлингом, затем переехал в Австралию.
В составе мужской команды Австралии участвовал в Олимпийских играх 1992 (где кёрлинг был представлен как демонстрационный вид спорта; команда Австралии заняла седьмое место), трёх чемпионатах мира (лучший результат — дважды шестое место) и трёх чемпионатах Тихоокеанского региона (все три раза чемпионы). В составе мужской команды ветеранов Австралии участвовал в трёх чемпионатах мира (дважды бронзовые призёры). Трёхкратный чемпион Австралии среди мужчин.
Играл в основном на позиции третьего.

## Достижения
- Тихоокеанско-азиатский чемпионат по кёрлингу: золото (1991, 1992, 1993).
- Чемпионат Австралии по кёрлингу среди мужчин: золото (1991, 1992, 1993).
- Чемпионат мира по кёрлингу среди ветеранов: бронза (2010, 2011).

## Команды
| Сезон   | Четвёртый     | Третий      | Второй       | Первый         | Запасной                     | Турниры                                                  |
| ------- | ------------- | ----------- | ------------ | -------------- | ---------------------------- | -------------------------------------------------------- |
| 1991—92 | Хью Милликин  | Том Кидд    | Дэниел Джойс | Стивен Хьюитт  | Брайан Стюарт (ТАЧ, ЗОИ)     | ТАЧ 1991 · ЗОИ 1992 (демо) (7 место) · ЧМ 1992 (6 место) |
| 1992—93 | Хью Милликин  | Том Кидд    | Джеральд Чик | Брайан Джонсон | Нил Гэлбрейт                 | ТАЧ 1992 · ЧМ 1993 (6 место)                             |
| 1993—94 | Хью Милликин  | Том Кидд    | Джеральд Чик | Стивен Хьюитт  | Брайан Джонсон               | ТАЧ 1993 · ЧМ 1994 (10 место)                            |
| 2004—05 | Lloyd Roberts | Том Кидд    | Jim Oastler  | Нил Гэлбрейт   |                              | ЧМВ 2005 (19 место)                                      |
| 2009—10 | Хью Милликин  | Ted Bassett | Том Кидд     | Rob Gagnon     | Dave Thomas тренер: Том Кидд | ЧМВ 2010                                                 |
| 2010—11 | Хью Милликин  | Джон Терио  | Джим Аллан   | Dave Thomas    | Том Кидд                     | ЧМВ 2011                                                 |

(скипы выделены полужирным шрифтом)